# Harry Potter et les Reliques de la Mort
Pour les articles homonymes, voir Harry Potter et les Reliques de la Mort.
Harry Potter et les Reliques de la Mort (Harry Potter and the Deathly Hallows) est le septième et dernier roman de la série littéraire centrée sur le personnage de Harry Potter créé par J. K. Rowling. La version anglaise est sortie le 21 juillet 2007 à 00 h 01 et fait 607 pages. La version française a été mise en vente le 26 octobre 2007, également à 00 h 01 ; elle fait 816 pages.
Cette année, Harry a 17 ans et ne retourne pas à l'école de Poudlard après la mort de Dumbledore. Avec Ron et Hermione il se consacre à la dernière mission confiée par Dumbledore, la chasse aux Horcruxes. Mais le Seigneur des Ténèbres règne en maître et traque les trois fidèles amis qui seront réduits à la clandestinité. D'épreuves en révélations, le courage, les choix et les sacrifices de Harry seront déterminants dans la lutte contre les forces du Mal.
Il est suivi par une pièce de théâtre, Harry Potter et l'Enfant maudit, écrite par Jack Thorne et basée sur une histoire de J. K. Rowling, dont la date de sortie originale fut le 31 juillet 2016.
Le livre est adapté en film en deux parties, sorties respectivement en 2010 et 2011.

## Résumé

### Le commencement de la seconde guerre
Le livre s'ouvre par une réunion de Mangemorts dans le manoir de Lucius Malefoy, à laquelle assistent Rogue ainsi qu'un fonctionnaire du ministère nommé Yaxley. Cette réunion a pour but de mettre au point un plan pour capturer Harry Potter lors de son transfert vers un lieu plus sûr, puisque le charme de protection dont il bénéficie en habitant chez sa tante et son oncle, les Dursley, va prendre fin lors de son 17e anniversaire,. Pour cela, Voldemort réclame la baguette de Lucius Malefoy, car il a remarqué les étranges phénomènes qui lient sa propre baguette à celle de Harry. On sent également que Voldemort n'a toujours pas pardonné aux Malefoy leurs échecs et qu’il se plaît à les humilier. Pendant cette réunion, Charity Burbage, professeur d'étude des Moldus à Poudlard, désignée alors comme « invitée d'honneur » est tuée par Voldemort pour le plus grand plaisir de ses fidèles.
Après que les Dursley eurent été escortés en lieu sûr par des sorciers, et que Dudley ait surpris Harry en lui exprimant respect et gratitude, plusieurs membres de l'Ordre du Phénix se rendent au 4, Privet Drive pour emmener Harry. Le plan consiste à donner à six membres de l'Ordre (Mondingus Fletcher, Ron Weasley, Hermione Granger, Fleur Delacour, Fred et George Weasley) l'apparence de Harry grâce à du Polynectar et à faire escorter chacun d'entre eux par un membre plus expérimenté. Tous devront conduire leur « Harry » dans un lieu différent où un Portoloin leur permettra de se rendre au Terrier, la demeure des Weasley. Hélas, l'heure du transfert étant connue de Voldemort grâce aux informations de Rogue, des Mangemorts s'attaquent aux différents groupes dès leur départ. Pendant la bataille qui s'ensuit, George Weasley perd une oreille à cause de Rogue qui lui jette un sort de Sectumsempra ; Hedwige, la chouette de Harry, est tuée par un Avada Kedavra qui visait Hagrid ; Alastor Maugrey, dit Fol-Œil, est tué par Voldemort. Le vrai Harry est identifié lorsqu'il lance un Expelliarmus contre Stan Rocade (vraisemblablement soumis au sortilège de l'Imperium). Voldemort se lance à sa poursuite mais échoue à nouveau à le tuer lorsque la baguette de Harry, semblant agir de sa propre volonté, retourne le sort contre l'assaillant et détruit la baguette de Lucius Malefoy. Après une course folle, Harry atteint la maison des parents de Tonks, où Voldemort ne peut le suivre grâce aux sortilèges de protection dont l'habitation fait l'objet. De là, ils rejoignent les autres survivants au Terrier à l'aide d'un Portoloin. Une fois au Terrier, Harry, Ron et Hermione commencent à penser aux Horcruxes. Les horcruxes sont des objets chers à Voldemort dans lesquels ce dernier a placé des fragments de sa propre âme, ce qui est censé le rendre immortel. Les trois jeunes sorciers sont désormais fermement décidés à quitter Poudlard pour se consacrer pleinement à la quête des Horcruxes confiée par Dumbledore. 
Quelques jours plus tard, le nouveau ministre de la Magie, Rufus Scrimgeour, arrive au Terrier pour leur donner les legs que Dumbledore leur a réservés : Ron reçoit le Déluminateur de Dumbledore, objet qui possède le pouvoir de capturer les lumières, Hermione reçoit Les Contes de Beedle le Barde, un livre d’histoires pour enfants écrites en runes antiques ; Harry a hérité de l’épée de Godric Gryffondor et du vif d'or qu’il avait attrapé lors de son premier match de Quidditch. Néanmoins, le ministère refuse de lui donner l'épée, prétextant que celle-ci n'a jamais vraiment appartenu à Dumbledore. Les trois jeunes sorciers décident alors de partir à la recherche des Horcruxes après les noces de Bill et Fleur.
À la réception du mariage, le Patronus de Kingsley (un lynx) vient informer les Weasley que Voldemort et ses complices se sont rendus maîtres du Ministère de la Magie et que le ministre lui-même a été tué. Ainsi le Ministère tombe aux mains de Voldemort. Une attaque de Mangemorts étant imminente, Harry, Ron et Hermione transplanent à Londres, sur Tottenham Court Road, et se retrouvent d’abord dans un café moldu. Harry, sous la Cape d’invisibilité, aperçoit alors deux Mangemorts assis à côté d’eux. Une courte bataille s'engage et les trois jeunes gens transplanent au 12, Square Grimmaurd. Dans les jours qui suivent, le trio découvre par hasard le sens des initiales « R.A.B. » qui signent la lettre contenue dans le médaillon de Serpentard trouvé par Harry et Dumbledore dans la grotte : il s’agit de Regulus Arcturus Black, le frère de Sirius, ancien Mangemort depuis longtemps décédé. Harry interroge alors Kreattur sur l’histoire de son ancien maître. L’elfe de maison raconte que Voldemort avait demandé à Regulus de lui prêter son elfe afin d’accomplir une mission, qui n’était autre que de cacher le médaillon de Serpentard dans une grotte. Après avoir bu tout le poison, Kreattur, sur le point de mourir, avait transplané chez les Black suivant ainsi l'ordre de son maître de revenir. De là, il l'avait informé sur les agissements du Seigneur des Ténèbres, et Regulus était reparti à la recherche de l’Horcruxe avec l’elfe de maison. Mais, contrairement à Voldemort, il avait décidé de boire lui-même le poison et avait fini noyé dans le lac par les Inferi après avoir confié à Kreattur la tâche d’échanger le médaillon et de détruire l'original. Mais Kreattur n’avait jamais réussi à accomplir cette action. Il informe Harry, Ron et Hermione que Mondingus Fletcher a volé le médaillon peu de temps après la mort de Sirius. Fletcher, attrapé par Kreattur sur les ordres de Harry, indique à contrecœur que c'est Dolores Ombrage qui lui a confisqué le médaillon et le détient maintenant. Sur les conseils d'Hermione, Harry se réconcilie peu à peu avec l'elfe en lui donnant le faux médaillon et en lui disant qu'il lui revenait de droit.

### La recherche desHorcruxes
Durant leur séjour au 12 Square Grimmaurd, ils apprennent que Voldemort a installé un ministre fantoche et fait rechercher Harry, soupçonné d’être l’assassin de Dumbledore. Rogue est devenu directeur de Poudlard et des Mangemorts (le frère et la sœur Carrow) sont devenus professeurs. Ils reçoivent également Lupin, qui propose de se joindre à eux. Mais Harry refuse de manière violente (il reproche à Lupin sa lâcheté) : Lupin est marié à Tonks depuis peu, ils attendent un bébé et si Lupin part avec eux, il abandonnera son bébé et Harry ne peut le supporter. Parallèlement, Harry fait de nombreux rêves où il remarque que Voldemort recherche un fabricant de baguettes (Gregorovitch), pour trouver une solution contre celle de Harry. 
Après avoir espionné pendant un mois le ministère de la Magie, qui a désormais institué un régime de terreur pourchassant et emprisonnant tous les sorciers nés Moldus, Harry, Ron et Hermione tentent d'y pénétrer, espérant que Dolores Ombrage ait le médaillon de Serpentard sur elle au ministère. À cet effet, ils utilisent à nouveau le polynectar et retrouvent Ombrage alors qu’elle interroge des sorciers nés de parents moldus. Ils réussissent à récupérer l’Horcruxe. Toutefois, la cachette du 12 square Grimmaurd est découverte lors de leur retour. Le trio est donc contraint de fuir et se met à vagabonder dans la campagne anglaise, car ils sont maintenant recherchés.
Alors qu'ils sont cachés, ils surprennent une conversation entre plusieurs proscrits, dont Dean Thomas, Ted Tonks et deux gobelins, qui leur révèle que Dumbledore a joué un tour au Ministère : il a substitué à l'épée de Gryffondor une copie et a caché la vraie. Le lieu où se trouve la véritable épée reste secret. Phineas Nigellus, dont le trio a emporté le portait du square Grimmaurd car il en existe un double dans le bureau du directeur de Poudlard, leur dévoile que Dumbledore a utilisé l'épée afin de briser la bague des Gaunt. 
L'épée a donc le pouvoir de détruire les Horcruxes : le trio décide de s'en emparer afin de détruire le médaillon récupéré, d'autant plus que celui-ci semble avoir une emprise néfaste (mauvaise humeur, agressivité) sur celui qui le porte, notamment sur Ron. À la suite d'une énième dispute, ce dernier transplane en abandonnant ses deux camarades. Harry et Hermione décident d'aller à Godric's Hollow (le village de naissance de Harry, où a aussi vécu Dumbledore) en espérant que Dumbledore y ait laissé l’épée.
Arrivés à Godric’s Hollow, Harry et Hermione se rendent au cimetière pour visiter la tombe de Lily et James Potter et chercher des indices. Ils découvrent la tombe des parents de Harry, ainsi que celles de la mère et de la sœur d’Albus Dumbledore. Ils rencontrent Bathilda Tourdesac, une vieille amie de famille de Dumbledore qui a écrit l'Histoire de la magie. Pensant que Dumbledore a pu lui confier l'épée, ils la suivent chez elle. Malheureusement, Bathilda a été assassinée et son corps est en fait habité par Nagini, le serpent de Voldemort. Après un combat contre le serpent, durant lequel Hermione brise accidentellement la baguette magique de Harry, ils s'enfuient et échappent de peu à Voldemort. Au passage, Harry revit intégralement l'assassinat de ses parents tel que se le rappelle Voldemort.
Ils doivent donc se cacher à nouveau dans les forêts anglaises. C'est alors qu'un Patronus en forme de biche apparaît tout près de leur campement au tour de garde de Harry et guide celui-ci jusqu'à la véritable épée de Godric Gryffondor, cachée dans un lac gelé de la forêt. Harry plonge pour la récupérer, mais le médaillon de Serpentard, qu’il porte autour du cou, se comporte bizarrement à l'approche de l'épée et essaie de l'étrangler. Ron arrive au bon moment pour sauver Harry de la noyade, et sort l'épée de l'eau. Harry ouvre le médaillon grâce au Fourchelang, et laisse à Ron l'honneur de le détruire. Mais une voix surgit de l'Horcruxe : elle se sert des craintes les plus sombres de Ron pour le mettre à l'épreuve. Malgré tout, Ron trouve la force de frapper et de détruire l'Horcruxe. De retour sous la tente, Ron explique à Harry et Hermione qu'il a voulu revenir dès la seconde suivant son départ, mais qu'il n'a pas pu les retrouver avant, du fait des sortilèges de protection dont ils s'entourent. Il découvre aussi que le Déluminateur ne sert pas qu'à éteindre les lumières : il lui a montré le chemin pour les retrouver. Ron leur explique également que le nom de Voldemort est devenu tabou, c'est-à-dire qu'il est marqué et que les Mangemorts peuvent localiser quiconque le prononce. C'est de cette manière que le trio a été localisé à Tottenham Court Road,. 
La prochaine étape de leur périple consiste à se rendre auprès de Xenophilius Lovegood, le père de leur amie Luna, pour en savoir plus sur la marque de Grindelwald, un symbole apparaissant dans le livre que Dumbledore a légué à Hermione, et qu'ils ont vu à plusieurs occasions pendant leur voyage à Godric's Hollow.

### Les Reliques de la Mort

Le symbole des reliques de la Mort
Le triangle représente la cape d'invisibilité.
Le cercle représente la pierre de résurrection.
Le trait représente la baguette de sureau.

Harry, Hermione et Ron arrivent à la maison de M. Lovegood, qui leur apprend que le symbole est celui des reliques de la Mort, trois objets particulièrement puissants évoqués dans les Contes de Beedle le barde : la baguette de sureau, la pierre de résurrection et la cape d'invisibilité,. Harry prend conscience que la cape qui lui vient de son père est une des trois reliques. Xenophilius trahit les trois sorciers en les dénonçant au ministère dans l'espoir que sa fille Luna, prise en otage par les Mangemorts, soit libérée. Harry, Ron et Hermione parviennent néanmoins à échapper aux Mangemorts. Harry décide alors qu'ils doivent rassembler les reliques de la Mort afin de vaincre Voldemort.
Plus tard, ils parviennent à obtenir des nouvelles du ministère et du monde des sorciers par une émission de radio clandestine, Potterveille. Ils apprennent notamment que Ted Tonks, Dirk Cresswell et Gornuk, un gobelin, sont morts. Le même jour, Harry prononce machinalement le nom de Voldemort. Un groupe de Rafleurs, menés par le loup-garou Fenrir Greyback, apparaît soudainement autour d’eux et les attrape. Les Rafleurs se rendent alors compte qu'ils détiennent Harry Potter, dont la capture est récompensée par la somme de 10 000 Gallions d’or. Ils emmènent alors le trio au manoir des Malefoy, le quartier général des Mangemorts. 
Au manoir des Malefoy, Bellatrix Lestrange découvre l'épée de Gryffondor dans le sac d'Hermione et, en panique, retarde l'appel de Voldemort. Harry et Ron sont emprisonnés dans un cachot avec d’autres captifs, alors qu’Hermione est torturée par Bellatrix qui cherche à savoir comment l'épée s'est retrouvée en sa possession alors qu'elle était censée être en sûreté dans son coffre à Gringotts. Désespéré, Harry lance un appel au secours en utilisant le miroir légué par Sirius. Dobby apparaît alors et libère Dean Thomas, ancien élève de Poudlard, un gobelin nommé Gripsec, Ollivander (le fabricant de baguettes qui a disparu depuis plus d'un an), et Luna Lovegood. Pettigrow arrive, alerté par le bruit, mais hésite à tuer Harry car il lui est redevable de sa propre survie. Puni à cause de sa trahison, Pettigrow est étranglé par sa propre main magique, façonnée par Voldemort trois ans plus tôt dans le cimetière. Harry et Ron sortent du cachot et Harry s'empare de la baguette de Draco, de celle de sa mère Narcissa, et de celle de sa tante Bellatrix. Avec une nouvelle fois l'aide de Dobby, Harry, Ron, et Hermione transplanent chez Bill et Fleur dans leur maison au bord de la plage. Mais Bellatrix a blessé mortellement Dobby en lui lançant son couteau au moment où il quittait le Manoir.
Harry enterre Dobby et grave sur une pierre : « Ci-gît Dobby, elfe libre ». Au cours des semaines qui suivent, Harry, Ron et Hermione complotent avec Gripsec pour pénétrer par effraction dans la chambre forte de la famille Lestrange, chez Gringotts, dans laquelle ils pensent qu’un Horcruxe est caché, ce qui expliquerait l'attitude de panique de Bellatrix lorsqu'elle pensait que son coffre avait été cambriolé. Gripsec veut bien aider les trois sorciers à condition que lui soit rendue l'épée de Gryffondor, créée par les Gobelins. Après réflexion, Harry accepte, en prenant bien soin de « ne pas lui préciser à quel moment exactement il pourra la récupérer » : l'épée étant le seul moyen qu'ils aient trouvé pour détruire les Horcruxes, ils prévoient donc de la rendre à Gripsec une fois leur tâche accomplie. Ils parviennent à pénétrer dans la chambre et, après de nombreuses complications, Harry réussit à s'emparer de la coupe d’Helga Poufsouffle, que Voldemort a transformée en Horcruxe. Gripsec s'enfuit en emportant l'épée. Harry, Ron et Hermione réussissent à sortir de la chambre et s’échappent de Gringotts sur le dos du dragon aveugle qui gardait le coffre,.
Voldemort comprend alors que Harry et ses amis sont à la recherche des Horcruxes et qu’ils tentent de les détruire. Il part donc vérifier une à une ses cachettes et se rend compte que deux Horcruxes ont déjà disparu. Grâce au lien télépathique qui le lie à Harry, il indique accidentellement à celui-ci où trouver l'Horcruxe suivant : à Poudlard.

### La Bataille de Poudlard
En arrivant à Pré-au-Lard, le trio est sauvé des sentinelles Mangemorts par le tenancier de la Tête de Sanglier. Harry se rend compte que c'est son regard bleu qu'il a aperçu dans son fragment de miroir et l'identifie : le barman est Abelforth Dumbledore, le frère d'Albus. Abelforth ouvre un passage secret vers Poudlard, par lequel Neville Londubat vient les rejoindre. Le passage mène à la Salle sur Demande, où Neville, à la tête de l'Armée de Dumbledore reconstituée, s'est retranché.
Harry, guidé par la suggestion de Luna, a l'intuition que le dernier Horcruxe est le diadème perdu de Rowena Serdaigle et part à la recherche du diadème, pendant que Voldemort arrive et lance ses Mangemorts, ainsi que deux géants, à l'assaut du château. La Dame Grise, le Fantôme de Serdaigle, accepte de renseigner Harry et lui apprend qu'elle n'est autre que la fille de Rowena Serdaigle, à qui elle avait volé l'objet avant de s'enfuir en Albanie et de l'y cacher. Harry se rappelle subitement que le jour où il avait lui-même caché un livre dans la Salle sur demande, il avait marqué la cachette avec une vieille tiare. C'était le diadème.
De son côté, Ron a eu l'idée de pénétrer avec Hermione dans la Chambre des Secrets afin d'y prendre des crochets encore envenimés du Basilic avec lesquels Hermione a pu détruire la coupe de Poufsouffle. Lorsque Ron prend l'initiative d'aller mettre à l'abri les elfes de maison, Hermione se jette sur lui et l'embrasse. Puis le trio se rend à la Salle sur demande pour y récupérer le diadème-Horcruxe, et y rencontre Drago Malefoy, Vincent Crabbe et Gregory Goyle. Crabbe utilise un sort de feu extrêmement puissant, le Feudeymon, qui incendie le contenu de la salle. Harry et ses amis parviennent à s'échapper sur deux balais, sauvant Malefoy et Goyle. Crabbe ne parvient pas à s'échapper et est tué par son propre feu, qui détruit également le diadème.
Harry assiste à l'assassinat de Severus Rogue, tué par Voldemort. En effet, Voldemort pense que Dumbledore étant le précédent propriétaire de la Baguette de Sureau, son assassin lui a succédé. Voldemort parti, le professeur mourant confie des souvenirs à Harry qui les recueille dans une fiole. Dans un ultime effort, Rogue demande alors à Harry de le regarder dans les yeux et meurt quelques secondes plus tard. 
De retour au château, Harry aperçoit dans la Grande Salle Fred Weasley, Remus Lupin, Nymphadora Tonks et Colin Crivey parmi les victimes de la bataille. Abattu par leurs morts et pressé par l'ultimatum d'une heure que Voldemort lui a lancé, il se dirige vers le bureau de Dumbledore pour utiliser la Pensine et voir les pensées que Rogue lui a confiées. Il découvre alors que Rogue était du côté de Dumbledore depuis longtemps, motivé par son amour de toujours pour Lily Evans, la mère de Harry. Rogue et Lily se connaissaient depuis l'enfance, mais à la fin de leur scolarité à Poudlard, Rogue avait suivi la voie des Mangemorts et Lily s'était détournée de lui. S’étant rendu compte que la prophétie qu'il avait livrée à Voldemort visait le fils de Lily, il avait offert ses services à Dumbledore pour le protéger. À la suite de l'assassinat de Lily, Rogue avait promis de protéger Harry à tout moment, au nom de son amour pour elle et pour se racheter. Harry apprend aussi que c’est Dumbledore qui avait demandé à Rogue de le tuer. Il était en effet condamné à mourir rapidement à cause du maléfice de la bague qui lui avait brûlé la main, et ne souhaitait pas que le jeune Malefoy devienne un assassin. Rogue se montrerait ainsi plus convaincant auprès de Voldemort, et pourrait continuer à infiltrer les rangs des Mangemorts et être nommé directeur de Poudlard, pour protéger l'école et ses élèves autant que possible. Dumbledore avait aussi confié à Rogue que la nuit du meurtre des parents de Harry, Voldemort a transformé accidentellement ce dernier en Horcruxe, ce qui explique les visions de Harry et sa capacité à parler le Fourchelang. Mais Voldemort ne le savait pas (et ne le sut jamais) et transféra donc encore un autre morceau de son âme après cet épisode, dans Nagini.
Voldemort ne peut pas être vaincu tant que Harry est vivant. Dumbledore avait même demandé à Rogue de s'arranger pour que l'Ordre eût l'idée d'utiliser du polynectar lors du transfert de Harry. C'était aussi Rogue qui avait envoyé le Patronus en forme de biche, le même que celui de Lily, et qui avait guidé Harry jusqu’à l'Épée de Gryffondor.
Ébranlé mais résigné face à sa destinée, Harry se dirige vers la forêt interdite, où Voldemort l'attend entouré de ses Mangemorts. En sortant du château, il rencontre Neville et l'informe que le serpent Nagini doit être tué à tout prix. 
Sur le point de mourir, Harry résout l'énigme du vif d'or, l'ouvre et y découvre la Pierre de Résurrection. Il utilise alors la pierre pour retrouver les esprits de ses parents, de Sirius Black et de Remus Lupin, qui le suivent et restent à ses côtés tandis qu’il approche de Voldemort. Prêt à mourir sans se défendre ni bouger, il permet à Voldemort de lui lancer le sortilège de l’Avada Kedavra. Il se retrouve alors dans ce qui semble être la gare de King's Cross à Londres. Dans ce lieu, Harry retrouve Albus Dumbledore, qui explique qu'en utilisant le sang de Harry pour recréer son corps, Voldemort a transféré lui-même une partie du charme de protection de Lily en lui. Par conséquent, tant que ce charme est présent dans le corps de Voldemort, tant que Voldemort existe, Harry ne peut pas mourir. Harry a le choix entre « laisser la mort venir » ou continuer de vivre et d'arrêter Voldemort. Il choisit la vie. À la question de savoir si cette rencontre est réelle ou bien le fruit de son imagination, Dumbledore répond à Harry : "Bien sûr que ça se passe dans ta tête, Harry, mais pourquoi donc faudrait-il en conclure que ça n'est pas réel ?". 
Lors de son retour dans le monde des vivants, Harry dupe Voldemort en se faisant passer pour mort. Ce dernier est néanmoins méfiant au départ, car il a lui aussi été renversé par l'Avada Kedavra, et envoie Narcissa Malefoy vérifier la mort de Harry. Sentant que son cœur bat, Narcissa lui demande tout bas si Drago est vivant. La réponse positive de Harry l'incite à le déclarer mort à Voldemort, car le seul espoir de récupérer Drago est pour elle d'entrer à Poudlard parmi les vainqueurs. Voldemort humilie le prétendu cadavre de Harry en lui lançant à plusieurs reprises le sortilège Doloris, mais Harry ne ressent pas ses effets habituels.
Sur les ordres de Voldemort, Hagrid porte Harry, toujours inerte, à Poudlard comme trophée. Voldemort tente d'obtenir la reddition définitive de ses adversaires, mais il échoue face à leur détermination. Neville ayant défié Voldemort personnellement, il est paralysé et coiffé par ce dernier du Choixpeau qui est alors enflammé pour le torturer. À ce moment, des renforts arrivent : les familles des étudiants et les habitants du village de Pré-au-Lard, ameutés, les centaures, les sombrals, Buck l'Hippogriffe et les Elfes de Maison dirigés par Kreattur viennent se joindre aux professeurs de Poudlard, aux membres de l’Ordre du Phénix ainsi qu'aux étudiants restés pour se battre. Une gigantesque bataille se déroule. Dans la confusion, Harry parvient à se couvrir de sa Cape d’invisibilité pour « disparaître ». Neville tire l'épée de Godric Gryffondor du Choixpeau comme Harry avant lui et s'en sert pour trancher la tête de Nagini, détruisant le dernier des Horcruxes, comme Harry le lui avait demandé.
La bataille continue dans le château et le mouvement de la foule repousse Voldemort et ses fidèles dans la grande salle. Bellatrix Lestrange ayant tenté de s’en prendre à Ginny, Molly Weasley l'affronte en combat singulier et la tue d'un sort en plein cœur. Voldemort, enragé d'avoir perdu son meilleur soutien, tente de tuer Molly, mais Harry intervient en jetant un Charme du Bouclier qui sépare Voldemort des autres belligérants. Harry se révèle alors face à Voldemort, le provoque et l'humilie devant tous en l'appelant par son nom original, Jedusor, qu’il a depuis longtemps renié, et en lui expliquant ses multiples erreurs. En laissant Voldemort le tuer dans la forêt, Harry a protégé ses proches comme l'avait fait sa mère pour lui : Voldemort est à présent incapable de les tuer, d'où la survie de Neville.
Comme le lui explique Harry, la Baguette de Sureau ne lui appartient pas et son pouvoir n’est pas à lui, bien qu’il ait tué Rogue. Puisque Rogue n'a tué Dumbledore que sur les ordres de ce dernier, il n'a jamais été maître de la baguette. C'est Drago Malefoy qui, ayant désarmé Dumbledore en haut de la tour d’astronomie un an auparavant, en était le maître. Cependant, Harry ayant à son tour désarmé Drago Malefoy lors de son évasion du manoir des Malefoy, le pouvoir et la maîtrise de la baguette lui reviennent donc. Voldemort lance tout de même contre Harry le sortilège de la Mort, au moment même où Harry lui envoie le sortilège de Désarmement. La rencontre des deux sortilèges fait voler la Baguette de Sureau des mains de Voldemort, Harry la rattrape, et Voldemort meurt, tué par son propre maléfice.
La mort de Voldemort entraîne la libération des innocents emprisonnés à Azkaban, la fuite des mangemorts, et la nomination de Kingsley Shacklebot comme ministre de la magie à titre provisoire. À Poudlard, Harry, Ron et Hermione se rendent dans l'ancien bureau de Dumbledore, où ils sont accueillis par les applaudissements des portraits des directeurs et directrices de Poudlard. Harry annonce à Dumbledore que la pierre de résurrection est restée dans la forêt, et qu'il n'ira pas la rechercher. Il décide également de renoncer à la baguette de sureau, et décide de s'en servir pour réparer sa propre baguette endommagée à Gowdric's Holow.

### Épilogue (dix-neuf ans plus tard)
Harry et Ginny ont trois enfants appelés James Sirius de 14 ans (né en 2004 et nommé ainsi en l'honneur du père de Harry, James Potter, et de Sirius Black, parrain de Harry), Albus Severus de 11 ans (né en 2006, baptisé ainsi en l'honneur d'Albus Dumbledore et de Severus Rogue, que Harry décrit à son fils comme l'homme le plus courageux qu'il ait jamais connu) et Lily Luna de 10 ans (née en 2008 et qui porte ce nom en l'honneur de Lily Potter, la mère de Harry, et de Luna Lovegood, amie de Harry et de Ginny),.
Ron et Hermione ont également deux enfants appelés Rose, qui fait aussi sa rentrée, et Hugo, qui a l'âge de Lily Luna. Les deux familles se retrouvent à la gare de King’s Cross pour le départ du train de Poudlard. Ron explique à Harry comment il a fait pour décrocher son permis de conduire moldu en jetant un Sortilège de Confusion à l'examinateur. Lily est trop jeune pour y aller, alors qu’Albus entre en première année à l'école, et James est déjà à Gryffondor depuis 2 ans. James embête Albus en disant qu'il ira à Serpentard au lieu de Gryffondor. Albus panique et Harry lui explique que ça n'a aucune importance, mais que s'il le souhaite vraiment, le Choixpeau tiendra compte de ses préférences : c'est ce qui s'est passé pour lui. James découvre que Teddy Lupin, (baptisé du nom du père de Nymphadora, Ted Tonks), le fils de Lupin et Tonks, et filleul de Harry, embrasse Victoire, qui est la fille de Bill et Fleur. Neville Londubat est maintenant professeur de botanique à l'école. À la gare, Harry, Ginny, Ron et Hermione aperçoivent Drago Malefoy avec un manteau boutonné de l’autre côté du quai avec son épouse, Astoria Greengrass, et leur fils Scorpius Hyperion qui ressemble beaucoup à son père ; Drago leur fait un bref signe de tête.
Après le départ du train, Harry touche instinctivement sa cicatrice, qui ne l’a plus fait souffrir depuis 19 ans.

## Chronologie
- 27 juillet 1997 : mort d'Alastor Maugrey, dit « Fol-Œil », tué par Lord Voldemort ; mort d'Hedwige par un Avada Kedavra perdu.
- 31 juillet 1997 : Harry Potter a dix-sept ans et devient officiellement majeur (la « Trace » étant levée).
- 1er août 1997[37] : mariage de Bill Weasley et de Fleur Delacour . Pendant ce temps, le ministère de la Magie tombe sous le contrôle de Lord Voldemort. Mort de Rufus Scrimgeour, ministre de la magie, tué après avoir été torturé par Lord Voldemort afin de savoir où se cachait Harry.
- 1er septembre[37] 1997 : Severus Rogue devient directeur de Poudlard.
- 24 décembre 1997 : Harry et Hermione se rendent à Godric's Hollow dans l'espoir de retrouver un des Horcruxes de Voldemort. Ils y font la macabre rencontre de Bathilda Tourdesac qui se révèle être Nagini. Harry visite pour la première fois la tombe de ses parents. Sa baguette magique est détruite.
- Fin mars[37] 1998 : bataille au manoir des Malefoy. Mort de Peter Pettigrow[38], tué par sa propre main ensorcelée, ainsi que de Dobby, l'elfe de maison, tué par un poignard (lancé par Bellatrix Lestrange) tandis qu'il sortait tout le monde du manoir.
- Avril 1998 : naissance de Teddy Lupin, issu du mariage de Remus Lupin et Nymphadora Tonks.
- 1er mai[37] 1998 : Harry, Ron et Hermione trouvent un nouvel horcruxe à la banque Gringotts : la coupe de Poufsouffle et se rendent à Poudlard pour trouver les derniers horcruxes : le diadème de Serdaigle et le serpent Nagini.
- Nuit du 1er au 2 mai 1998 : Bataille de Poudlard. 
  - Percy Weasley revient auprès de sa famille.
  - Harry est témoin de la mort de Severus Rogue et récupère ses souvenirs. Grâce à eux, il apprend qu'il doit mourir pour pouvoir vaincre Voldemort.
  - Harry se livre à Voldemort après avoir utilisé la Pierre de Résurrection pour apercevoir une dernière fois ses parents James et Lily Potter, Sirius Black et Remus Lupin. Voldemort pense être parvenu à tuer Harry mais ne fait que détruire l'horcruxe qui vit en lui.
  - Morts de Remus Lupin, Nymphadora Tonks, Fred Weasley, Colin Crivey, Vincent Crabbe (tué par son propre Feudeymon), Bellatrix Lestrange (tuée par Molly Weasley) ainsi que de nombreux autres personnages.
  - Mort de Nagini (dernier horcruxe), tué par Neville Londubat à l'aide de l'épée de Gryffondor (Voldemort redevient mortel).
- 2 mai 1998[37] : mort définitive de Tom Elvis Jedusor, alias Lord Voldemort, à l'âge de 71 ans.
- 1er septembre 2017 : épilogue, sur la voie 9 3/4 à King's Cross, où Harry, Ginny, Ron, Hermione et Drago Malefoy accompagnent leurs enfants respectifs jusqu'au quai.

## Compléments d'informations de l'auteur
Au cours d'un chat le 30 juillet 2007, J.K. Rowling a précisé ce qu'étaient devenus plusieurs personnages.

### Poudlard, enseignants et étudiants
La nouvelle directrice de Poudlard est Minerva McGonagall (comme indiqué dans les Contes de Beedle le Barde, publiés en 2008 par J.K. Rowling). Depuis que la malédiction a été levée, à la suite de la disparition définitive de Voldemort, il y a désormais un professeur de défense contre les forces du mal permanent à Poudlard. La maison des Serpentard n'a plus d'idées de sang pur et de sang souillé.
Marietta Edgecombe, l'amie de Cho, garda pour très longtemps encore les stigmates de sa traîtrise.
Firenze est retourné vivre au sein de son troupeau, ses congénères ayant reconnu qu'il s'était conduit honorablement.
Winky, l'ancienne elfe de maison des Croupton, est toujours à Poudlard. Elle s’est un peu calmée sur la Bièreaubeurre. Elle fait partie des elfes de maison qui ont attaqué les Mangemorts dans la bataille finale.

### Membres de l'Armée de Dumbledore
Luna a épousé Rolf Dragonneau, petit-fils de Norbert Dragonneau, qui a écrit Les animaux fantastiques. Ils ont eu des jumeaux prénommés Lorcan et Lysander et parcourent le monde à la recherche d'animaux étranges. Ayant beaucoup voyagé, elle aura ses enfants bien plus tard qu'Harry et les autres. Elle a finalement accepté que les Ronflaks Cornus n'existaient pas et qu'ils n'ont été qu'une invention de son père. Elle est devenue une sorte de naturaliste qui parcourt le monde à la recherche des créatures magiques les plus étranges et les plus rares.
Neville Londubat s'est marié avec Hannah Abbott qui dirige maintenant le Chaudron Baveur. Il est devenu professeur de botanique à l'école de Poudlard et aime de temps à autre montrer à ses élèves émerveillés le Gallion enchanté de l'A.D.
Cho Chang s'est finalement mariée avec un moldu.
Dean est un sang-mêlé : il est issu d'une famille reconstituée. Sa mère et son beau-père sont des moldus et il a de nombreux demi-frères et demi-sœurs. Son père était un sorcier, qui fut tué lors de la première guerre par les Mangemorts, car il avait refusé de rejoindre leur camp. 

### Artefacts
La bague des Gaunt resta là où elle était tombée, enfoncée dans le sol par un sabot de centaure au cours de l'assaut de Poudlard.

### Ministère de la Magie
Kingsley devient ministre de la Magie de façon permanente et réforme tout le fonctionnement du ministère. La corruption a disparu du Ministère de la Magie et, avec Kingsley à sa tête, la discrimination, qui avait toujours été latente, a été éradiquée. Bien entendu, Harry, Ron, Hermione et Ginny ont eu un rôle important dans la reconstruction du monde magique à travers leurs carrières respectives. Les Détraqueurs ne sont plus utilisés comme gardiens de la prison d'Azkaban, ce qui fait que la Grande-Bretagne est un pays bien plus ensoleillé qu'avant.
Quant à Ombrage, elle a été interrogée et emprisonnée pour crimes contre les sorciers nés-moldus.

### Harry Potter et sa famille
Harry est entré au service des Aurors à 17 ans, en 1998. Il se serait assuré que l’héroïsme de Rogue soit rendu public, sans pouvoir empêcher Rita Skeeter d’écrire « Rogue : Ange ou Crapule ? ». En 2007, il remplace Kingsley Shacklebolt et devient le directeur du Bureau des Aurors, dont il chamboule totalement le fonctionnement. Ron et Hermione sont parrain et marraine de son fils, James. Il a gardé la moto volante de Sirius, que M. Weasley a réparée pour lui. Il ne peut plus parler Fourchelang depuis que l'âme de Voldemort a disparu et en est très content. Quant à la carte du Maraudeur, il ne l'aurait donnée à aucun de ses enfants, mais selon J.K.Rowling, James l'aurait volée dans le bureau de son père un jour. Il donnerait de temps à autre des cours de Défense contre les forces du mal à Poudlard.
Ginny va jouer dans la ligue professionnelle de Quidditch avec l'équipe des Harpies de Holyhead. Elle arrêtera pour travailler à la Gazette du Sorcier, rubrique Quidditch, quand elle aura des enfants. Elle s'est mariée avec Harry et ils ont trois enfants appelés James Sirius (13 ans, né en 2004), Albus Severus (11 ans, né en 2006) et Lily Luna (9 ans, née en 2008). James Sirius est le portrait craché de son grand-père paternel. Albus Severus ressemblerait davantage à Harry, ayant aussi les yeux verts de sa grand-mère. Quant à Lily Luna, son impatience d'aller à Poudlard n'est pas sans rappeler celle de sa mère dans le premier tome.
Teddy Lupin est élevé par sa grand-mère, Andromeda Tonks, mais est aussi très proche de son parrain Harry Potter. Il avait aussi tous les amis de son père dans l’Ordre, chez qui il pouvait passer du temps. C’est un Métamorphomage, comme sa mère.
Au contact des Détraqueurs, dans le tome 5, Dudley s'est vu pour la première fois tel qu'il était vraiment. Après le septième tome, Harry et Dudley se verront assez pour s'envoyer des cartes de Noël. Mais ils se rendraient visite plus par devoir qu'autre chose et s'assiéraient en silence à table pour que leurs enfants puissent se voir.

### Amis proches de Harry
Ron, avec ses amis, a d'abord aidé le Ministère à se réhabiliter après l'infiltration des Mangemorts. Il s'est marié avec Hermione et ils ont deux enfants : Rose (11 ans) et Hugo (9 ans). Rose serait aussi intelligente qu'Hermione. Avant de devenir Auror, il a travaillé avec George à la boutique de farces et attrapes. Comme Harry et Hermione, il a eu droit à sa propre carte de Chocogrenouille. Ron dira que c’est son plus grand instant de gloire.
Hermione a obtenu ses Aspic ; elle est retournée à Poudlard pour une septième année. Après la bataille, elle a retrouvé ses parents en Australie et a annulé son sortilège d'amnésie. Ayant fait carrière au Ministère, au Département de Régulation et de Contrôle des Créatures Magiques, elle a d'abord réformé les lois sur les elfes de maison avant de devenir haut placée dans le département d'Application des Lois Magiques, malgré ses railleries envers Scrimgeour dans le dernier tome. Elle supprime toutes les lois oppressives et propres aux sang-purs.

### Famille Weasley
George s'est marié avec Angelina Johnson et a appelé son fils aîné Fred. Il a également une fille prénommée Roxanne. Il ne s'est jamais réellement remis de la mort de son frère jumeau. 
Percy est devenu un haut responsable du ministère sous Kingsley. Il s'est marié avec une certaine Audrey et a eu deux enfants nommés Lucy et Molly. Charlie, lui, n'a pas eu d'enfants et ne s'est jamais marié. J.K.Rowling a précisé qu'il n'était pas gay, mais qu'il préférait les dragons aux femmes.
Les enfants de Bill et Fleur s'appellent Victoire (qui a 18 ans dans l'épilogue), Dominique (13 ans) et Louis (12 ans). Ils sont tous les trois à Poudlard dans la maison de Gryffondor. Victoire est la petite amie de Teddy Lupin. Elle a une chevelure blond-argent et des yeux bleus comme ceux de sa mère. Elle a été nommée ainsi en hommage à la victoire de la bataille de Poudlard ; elle est née un 2 mai, le jour d'anniversaire de la bataille finale.

### Dumbledore
L'épouvantard de Dumbledore était le cadavre de sa sœur Ariana. Il voit sa famille réunie dans le Miroir du Riséd. De plus, il était homosexuel et avait des sentiments pour Grindelwald.

### Autres personnages
Rita Skeeter aurait écrit la biographie « Rogue : ange ou crapule ? ». Selon J.K.Rowling, elle contiendrait un quart de vérité et trois autres bons à jeter à la poubelle...
Les Malefoy ont échappé à la prison car ils ont aidé Harry à la fin de la bataille de Poudlard. 
Drago se marie avec Astoria/Asteria Greengrass - voir la note sur le nom de ce personnage sur le Harry Potter Lexicon, de Steve Vander Ark -, la plus jeune fille de la famille Greengrass. Ils ont un enfant prénommé Scorpius Hyperion. Drago aurait, à défaut d'une amitié, au moins une relation correcte avec Harry.

## Diffusion

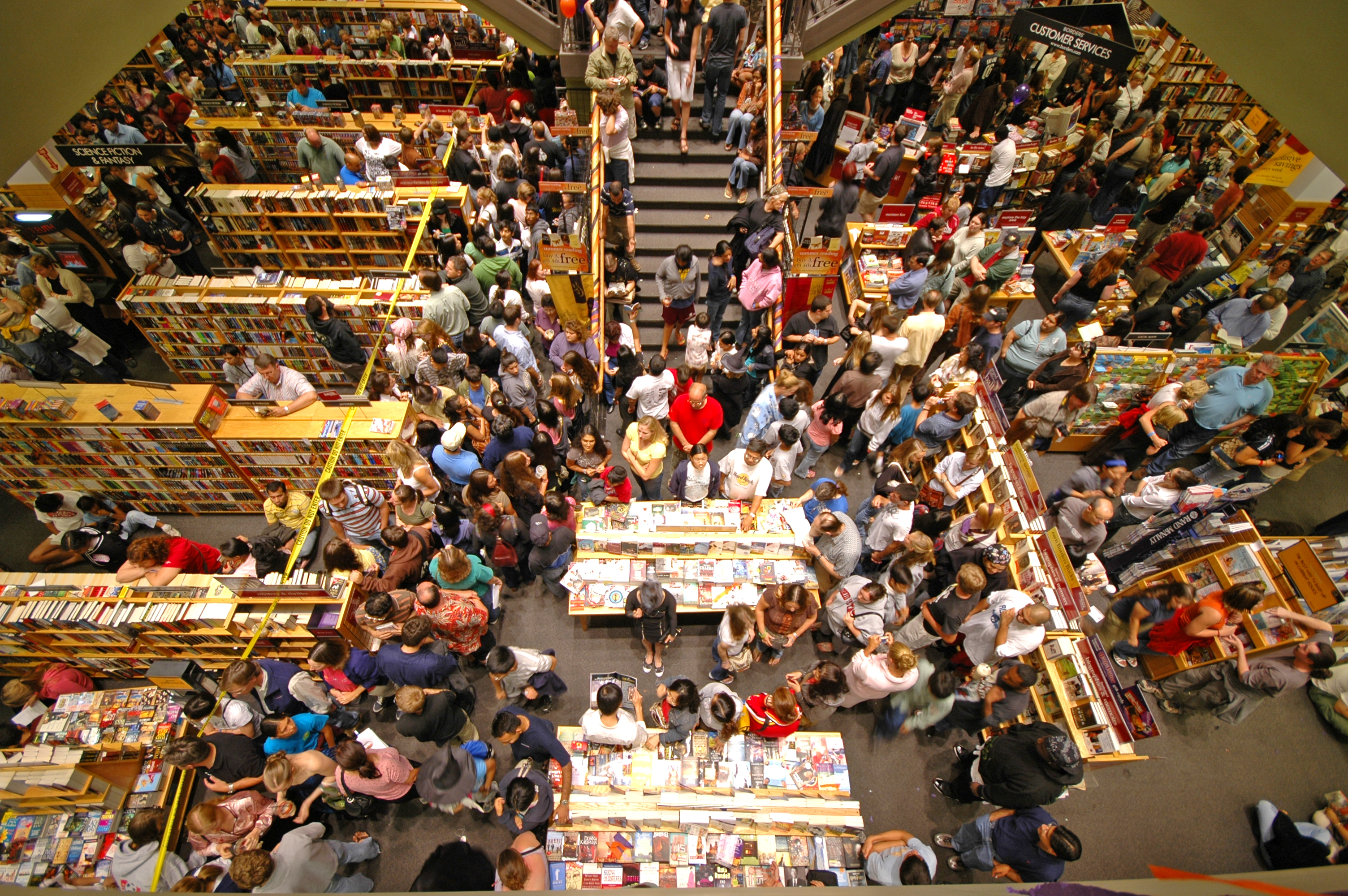
En attente du livre Harry Potter and the Deathly Hallows (titre original) dans une librairie californienne, cinq minutes avant sa parution officielle

Durant le week-end suivant la sortie du livre, 20 millions d'exemplaires ont été vendus dans le monde, dont 8,3 millions pendant les 24 premières heures aux États-Unis et 3 millions durant la même période au Royaume-Uni.
72 millions d'exemplaires ont été vendus dans le monde dans la semaine qui a suivi sa sortie, et ceci seulement en version originale.
En France, ce tome s'est écoulé à 1,1 million d'exemplaires dès les deux premiers jours qui ont suivi sa sortie. Le tome précédent s'était vendu à 800 000 exemplaires en 48 heures, ce qui constituait un record à cette époque. L'éditeur, Gallimard, a précisé que la moitié de son stock initial était déjà écoulé durant ces deux jours. Le record de vente a également été battu au Québec et au Canada où les librairies ont écoulé 60 % des exemplaires reçus, ce qui correspond à une augmentation de 15 % par rapport aux autres tomes.

### Piratage
Trois jours avant sa sortie officielle, les médias annonçaient que le livre était déjà disponible sur Internet sur les réseaux de peer-to-peer après qu'un pirate américain a pris en photo chaque page du livre. L'éditeur n'a « ni confirmé ni infirmé » tandis que Le Monde considérait que « l'authenticité laisse peu de doute ». 
La vente aux États-Unis d'environ 1 200 exemplaires du dernier opus des aventures de Harry Potter, 24 heures avant la sortie officielle, a consterné la maison d'édition américaine de Harry Potter. Scholastic, détentrice des droits de publication aux États-Unis, a donc porté plainte contre les deux sociétés contrevenantes — Levy Home Entertainment et sa filiale deepdiscount.com — censées participer à l'écoulement de quelque 12 millions d'exemplaires sur le sol américain. Aussi, plusieurs journaux américains dont le New York Times et The Sun de Baltimore ont même publié avant sa sortie des critiques du livre. Le New York Times révèle notamment la mort d'au moins sept personnages, bons ou mauvais, sans préciser lesquels, avançant que d'autres sont « blessés ou torturés ». L'auteur J.K. Rowling s'est dite « atterrée » de ce parti pris choisi « au mépris du souhait de millions de lecteurs, particulièrement des enfants ».
D'autres rumeurs concernant le piratage informatique du livre par un hacker à l'idéologie douteuse, se cachant derrière le pseudonyme de Gabriel, se sont révélées fausses, mais auront été énormément relayées par les médias.
En France, un adolescent a mis en ligne une version entièrement traduite par lui-même du livre en anglais peu après sa sortie. Après quelques jours, le site fut supprimé par les autorités. L'adolescent indiquera qu'il a fait ça comme un « défi personnel ». Il n'a pas encouru de sanction.
Le magasin GB (du groupe Carrefour) d'Herstal (en Belgique) a mis en vente dans ses rayons le dernier opus des aventures de Harry Potter 24 heures avant sa sortie officielle. Une vingtaine d'exemplaires ont été achetés et les employés les ont immédiatement retirés des rayons à la suite d'une plainte.